# Clasificación para la Copa Asiática Sub-20 de la AFC 2023
La Eliminatoria al Campeonato sub-20 de la AFC 2023 es la fase de clasificación que tienen que disputar las selecciones juveniles de Asia para clasificar a la fase final de la eliminatoria mundialista a celebrarse en Indonesia, la cual otorga 4 plazas para la Copa Mundial de Fútbol Sub-20 de 2023.
Participaron 44 selecciones juveniles, las cuales fueron divididas en 10 grupos eliminatorios, donde el vencedor de cada grupo más los mejores 5 segundos lugares clasifican a la fase final junto al anfitrión Uzbekistán.

## Cambios de formato
El Comité Ejecutivo de la AFC había aprobado varias recomendaciones estratégicas presentadas por el Comité de Competiciones de la AFC. Uno de los cuales fue la eliminación de los principios de zonificación en las competiciones juveniles de la AFC.

## Sorteo
De las 47 asociaciones miembro de la AFC, un total de 44 equipos participaron en la competencia. El anfitrión del torneo final, Uzbekistán, decidió participar en la clasificación a pesar de haberse clasificado automáticamente para el torneo final. Se asignarán 44 equipos a 10 grupos de cuatro equipos y un grupo de cinco.
El sorteo se llevó a cabo el 24 de mayo de 2022 a las 16:00 MYT (UTC+8), en la AFC House en Kuala Lumpur, Malasia.
Los equipos se clasifican de acuerdo con su desempeño en el torneo final y la clasificación del Campeonato AFC Sub-19 de 2018 (la clasificación general se muestra entre paréntesis; NR significa equipos no clasificados). También se aplican las siguientes restricciones:
- Los diez equipos que indicaron su intención de servir como anfitriones del grupo de clasificación antes del sorteo serán sorteados en grupos separados.

|                   | Bombo 1 | Bombo 2 | Bombo 3 | Bombo 4 | Bombo 5 |
| ----------------- | --- | --- | --- | --- | --- |
| Sedes             | - 1. Arabia Saudita (1) (H) - 6. Tayikistán (6) (H) - 8. Indonesia (8) (H) - 10. Jordania (10) (H)                         | - 13. Irak (14) (H) - 19. Omán (21) (H) - 20. Baréin (22) (H)                                                                      | - 27. Mongolia (30) (H) - 28. Kirguistán (31) (H) | - 31. Laos (34) (H) | |
| Equipos restantes | - 2. Corea del Sur (2) - 3. Catar (3) - 4. Japón (4) - 5. Tailandia (5) - 7. Australia (7) - 9. Emiratos Árabes Unidos (9) | - 11. China (11) - 12. Malasia (13) - 14. Vietnam (15) - 15. China Taipéi (16) - 16. Camboya (17) - 17. Irán (19) - 18. Yemen (20) | - 21. Siria (23) - 22. Bangladés (24) - 23. India (25) - 24. Birmania (26) - 25. Líbano (27) - 26. Hong Kong (29) - 29. Filipinas (32) - 30. Palestina (33) | - 32. Turkmenistán (35) - 33. Singapur (36) - 34. Timor Oriental (37) - 35. Maldivas (38) - 36. Brunéi (39) - 37. Sri Lanka (40) - 38. Nepal (41) | - 39. Afganistán (NR) - 40. Bután (NR) - 41. Guam (NR) - 42. Kuwait (NR) - 43. Islas Marianas del Norte (NR) - 44. Uzbekistán (18) (Q) |

Notas
- Equipos en negrita clasificado para el torneo final.
- (H): Anfitriones del grupo de calificación.
- (Q): Anfitriones del torneo final, clasificados automáticamente independientemente de los resultados de la clasificación.

| - Macao - Corea del Norte - Pakistán (suspendido) |

## Elegibilidad del jugador
Los jugadores nacidos a partir del 1 de enero de 2003 son elegibles para competir en el torneo.

## Formato
En cada grupo, los equipos jugarán entre sí una vez en un lugar centralizado. Los diez ganadores de grupo y los cinco mejores segundos se clasificarán para el torneo final.

### Desempates
Los equipos se clasificarán según los puntos (3 puntos por victoria, 1 punto por empate, 0 puntos por derrota), y si hay empate a puntos, se aplican los siguientes criterios de desempate, en el orden indicado, para determinar la clasificación ( Reglamento Artículo 7.3):
1. Puntos en partidos cara a cara entre equipos empatados;
2. Diferencia de goles en partidos cara a cara entre equipos empatados;
3. Goles marcados en partidos cara a cara entre equipos empatados;
4. Si más de dos equipos están empatados, y después de aplicar todos los criterios de cabeza a cabeza anteriores, un subconjunto de equipos sigue empatado, todos los criterios de cabeza a cabeza anteriores se vuelven a aplicar exclusivamente a este subconjunto de equipos;
5. Diferencia de goles en todos los partidos de grupo;
6. Goles marcados en todos los partidos de grupo;
7. Tanda de penales si solo dos equipos están empatados y se enfrentaron en la última ronda del grupo;
8. Puntos disciplinarios (tarjeta amarilla = 1 punto, tarjeta roja por dos tarjetas amarillas = 3 puntos, tarjeta roja directa = 3 puntos, tarjeta amarilla seguida de tarjeta roja directa = 4 puntos);
9. Sorteo.

## Grupos
Los partidos se jugarán entre el 10 y el 18 de septiembre de 2022.

### Grupo A
| Equipo            | Pts | PJ | PG | PE | PP | GF | GC | Dif |
| ----------------- | --- | -- | -- | -- | -- | -- | -- | --- |
| Arabia Saudita(H) | 9   | 3  | 3  | 0  | 0  | 17 | 0  | +17 |
| China             | 6   | 3  | 2  | 0  | 1  | 8  | 2  | +6  |
| Birmania          | 3   | 3  | 1  | 0  | 2  | 4  | 8  | -4  |
| Maldivas          | 0   | 3  | 0  | 0  | 3  | 0  | 19 | -19 |

| 10 de septiembre de 2022 | Birmania | 1:3 (1:1) | China | Estadio Príncipe Mohamed bin Fahd, Dammam, Arabia Saudita |  |
|                          |          |           |       | Árbitro(s): [[]]                                          |  |

| 10 de septiembre de 2022 | Uzbekistán | 7:0 (6:0) | Maldivas | Estadio Príncipe Mohamed bin Fahd, Dammam, Arabia Saudita |  |
|                          |            |           |          | Árbitro(s): [[]]                                          |  |

| 12 de septiembre de 2022 | Maldivas | 0:11 (0:6) | Arabia Saudita | Estadio Príncipe Mohamed bin Fahd, Dammam, Arabia Saudita |  |
|                          |          |            |                | Árbitro(s): [[]]                                          |  |

| 12 de septiembre de 2022 | Uzbekistán | 3:0 (2:0) | Birmania | Estadio Príncipe Mohamed bin Fahd, Dammam, Arabia Saudita |  |
|                          |            |           |          | Árbitro(s): [[]]                                          |  |

| 14 de septiembre de 2022 | Arabia Saudita | 1:2 (0:1) | Uzbekistán | Estadio Príncipe Mohamed bin Fahd, Dammam, Arabia Saudita |  |
|                          |                |           |            | Árbitro(s): [[]]                                          |  |

| 14 de septiembre de 2022 | China | 5:0 (3:0) | Maldivas | Estadio Príncipe Mohamed bin Fahd, Dammam, Arabia Saudita |  |
|                          |       |           |          | Árbitro(s): [[]]                                          |  |

| 16 de septiembre de 2022 | China | 1:2 (1:2) | Uzbekistán | Estadio Príncipe Mohamed bin Fahd, Dammam, Arabia Saudita |  |
|                          |       |           |            | Árbitro(s): [[]]                                          |  |

| 16 de septiembre de 2022 | Birmania | 0:5 (0:4) | Arabia Saudita | Estadio Príncipe Mohamed bin Fahd, Dammam, Arabia Saudita |  |
|                          |          |           |                | Árbitro(s): [[]]                                          |  |

| 18 de septiembre de 2022 | Maldivas | 0:3 (0:1) | Birmania | Estadio Príncipe Mohamed bin Fahd, Dammam, Arabia Saudita |  |
|                          |          |           |          | Árbitro(s): [[]]                                          |  |

| 18 de septiembre de 2022 | Arabia Saudita | 1:0 (1:0) | China | Estadio Príncipe Mohamed bin Fahd, Dammam, Arabia Saudita |  |
|                          |                |           |       | Árbitro(s): [[]]                                          |  |

### Grupo B
| Equipo     | Pts | PJ | PG | PE | PP | GF | GC | Dif |
| ---------- | --- | -- | -- | -- | -- | -- | -- | --- |
| Catar      | 12  | 4  | 4  | 0  | 0  | 14 | 1  | +13 |
| Baréin (H) | 7   | 4  | 2  | 1  | 1  | 8  | 3  | +5  |
| Bangladés  | 7   | 4  | 2  | 1  | 1  | 5  | 4  | +1  |
| Bután      | 3   | 4  | 1  | 0  | 3  | 4  | 10 | -6  |
| Nepal      | 0   | 4  | 0  | 0  | 4  | 1  | 14 | -13 |

| 10 de septiembre de 2022 | Bangladés | 0:0 | Baréin | Estadio Ciudad Deportiva Califa, Madinat 'Isa, Baréin |  |
|                          |           |     |        | Árbitro(s): [[]]                                      |  |

| 10 de septiembre de 2022 | Bután | 2:0 (1:0) | Nepal | Estadio Ciudad Deportiva Califa, Madinat 'Isa, Baréin |  |
|                          |       |           |       | Árbitro(s): [[]]                                      |  |

| 12 de septiembre de 2022 | Nepal | 1:3 (0:2) | Catar | Estadio Ciudad Deportiva Califa, Madinat 'Isa, Baréin |  |
|                          |       |           |       | Árbitro(s): [[]]                                      |  |

| 12 de septiembre de 2022 | Bután | 1:2 (0:1) | Bangladés | Estadio Ciudad Deportiva Califa, Madinat 'Isa, Baréin |  |
|                          |       |           |           | Árbitro(s): [[]]                                      |  |

| 14 de septiembre de 2022 | Catar | 6:0 (4:0) | Bután | Estadio Ciudad Deportiva Califa, Madinat 'Isa, Baréin |  |
|                          |       |           |       | Árbitro(s): [[]]                                      |  |

| 14 de septiembre de 2022 | Baréin | 6:0 (2:0) | Nepal | Estadio Ciudad Deportiva Califa, Madinat 'Isa, Baréin |  |
|                          |        |           |       | Árbitro(s): [[]]                                      |  |

| 16 de septiembre de 2022 | Baréin | 2:1 (1:0) | Bután | Estadio Ciudad Deportiva Califa, Madinat 'Isa, Baréin |  |
|                          |        |           |       | Árbitro(s): [[]]                                      |  |

| 16 de septiembre de 2022 | Bangladés | 0:3 (0:1) | Catar | Estadio Ciudad Deportiva Califa, Madinat 'Isa, Baréin |  |
|                          |           |           |       | Árbitro(s): [[]]                                      |  |

| 18 de septiembre de 2022 | Nepal | 0:3 (0:2) | Bangladés | Estadio Ciudad Deportiva Califa, Madinat 'Isa, Baréin |  |
|                          |       |           |           | Árbitro(s): [[]]                                      |  |

| 18 de septiembre de 2022 | Catar | 2:0 (0:0) | Baréin | Estadio Ciudad Deportiva Califa, Madinat 'Isa, Baréin |  |
|                          |       |           |        | Árbitro(s): [[]]                                      |  |

### Grupo C
| Equipo    | Pts | PJ | PG | PE | PP | GF | GC | Dif |
| --------- | --- | -- | -- | -- | -- | -- | -- | --- |
| Japón     | 12  | 4  | 4  | 0  | 0  | 22 | 0  | +22 |
| Yemen     | 7   | 4  | 2  | 1  | 1  | 14 | 5  | +9  |
| Palestina | 7   | 4  | 2  | 1  | 1  | 8  | 10 | -2  |
| Laos (H)  | 3   | 4  | 1  | 0  | 3  | 4  | 7  | -3  |
| Guam      | 0   | 4  | 0  | 0  | 4  | 1  | 17 | -16 |

| 10 de septiembre de 2022 | Palestina | 2:2 (1:0) | Yemen | Nuevo Estadio Nacional de Laos, Vientián, Laos |  |
|                          |           |           |       | Árbitro(s): [[]]                               |  |

| 10 de septiembre de 2022 | Guam | 0:3 (0:2) | Laos | Nuevo Estadio Nacional de Laos, Vientián, Laos |  |
|                          |      |           |      | Árbitro(s): [[]]                               |  |

| 12 de septiembre de 2022 | Laos | 0:4 (0:2) | Japón | Nuevo Estadio Nacional de Laos, Vientián, Laos |  |
|                          |      |           |       | Árbitro(s): [[]]                               |  |

| 12 de septiembre de 2022 | Guam | 0:5 (0:4) | Palestina | Nuevo Estadio Nacional de Laos, Vientián, Laos |  |
|                          |      |           |           | Árbitro(s): [[]]                               |  |

| 14 de septiembre de 2022 | Japón | 9:0 (5:0) | Guam | Nuevo Estadio Nacional de Laos, Vientián, Laos |  |
|                          |       |           |      | Árbitro(s): [[]]                               |  |

| 14 de septiembre de 2022 | Yemen | 2:1 (1:0) | Laos | Nuevo Estadio Nacional de Laos, Vientián, Laos |  |
|                          |       |           |      | Árbitro(s): [[]]                               |  |

| 16 de septiembre de 2022 | Yemen | 10:1 (4:1) | Guam | Nuevo Estadio Nacional de Laos, Vientián, Laos |  |
|                          |       |            |      | Árbitro(s): [[]]                               |  |

| 16 de septiembre de 2022 | Palestina | 0:8 (0:3) | Japón | Nuevo Estadio Nacional de Laos, Vientián, Laos |  |
|                          |           |           |       | Árbitro(s): [[]]                               |  |

| 18 de septiembre de 2022 | Laos | 0:1 (0:0) | Palestina | Nuevo Estadio Nacional de Laos, Vientián, Laos |  |
|                          |      |           |           | Árbitro(s): [[]]                               |  |

| 18 de septiembre de 2022 | Japón | 1:0 (0:0) | Yemen | Nuevo Estadio Nacional de Laos, Vientián, Laos |  |
|                          |       |           |       | Árbitro(s): [[]]                               |  |

### Grupo D
| Equipo                   | Pts | PJ | PG | PE | PP | GF | GC | Dif |
| ------------------------ | --- | -- | -- | -- | -- | -- | -- | --- |
| Jordania (H)             | 10  | 4  | 3  | 1  | 0  | 21 | 2  | +19 |
| Siria                    | 9   | 4  | 3  | 0  | 1  | 16 | 3  | +13 |
| China Taipéi             | 7   | 4  | 2  | 1  | 1  | 10 | 1  | +9  |
| Turkmenistán             | 3   | 4  | 1  | 0  | 3  | 9  | 8  | +1  |
| Islas Marianas del Norte | 0   | 4  | 0  | 0  | 4  | 0  | 42 | -42 |

| 10 de septiembre de 2022 | Siria | 1:0 (1:0) | China Taipéi | Estadio Rey Abdullah II, Amán, Jordania |  |
|                          |       |           |              | Árbitro(s): [[]]                        |  |

| 10 de septiembre de 2022 | Islas Marianas del Norte | 0:7 (0:4) | Turkmenistán | Estadio Rey Abdullah II, Amán, Jordania |  |
|                          |                          |           |              | Árbitro(s): [[]]                        |  |

| 12 de septiembre de 2022 | Turkmenistán | 1:3 (1:0) | Jordania | Estadio Rey Abdullah II, Amán, Jordania |  |
|                          |              |           |          | Árbitro(s): [[]]                        |  |

| 12 de septiembre de 2022 | Islas Marianas del Norte | 0:10 (0:6) | Siria | Estadio Rey Abdullah II, Amán, Jordania |  |
|                          |                          |            |       | Árbitro(s): [[]]                        |  |

| 14 de septiembre de 2022 | Jordania | 16:0 (10:0) | Islas Marianas del Norte | Estadio Rey Abdullah II, Amán, Jordania |  |
|                          |          |             |                          | Árbitro(s): [[]]                        |  |

| 14 de septiembre de 2022 | China Taipéi | 1:0 (0:0) | Turkmenistán | Estadio Rey Abdullah II, Amán, Jordania |  |
|                          |              |           |              | Árbitro(s): [[]]                        |  |

| 16 de septiembre de 2022 | China Taipéi | 9:0 (5:0) | Islas Marianas del Norte | Estadio Rey Abdullah II, Amán, Jordania |  |
|                          |              |           |                          | Árbitro(s): [[]]                        |  |

| 16 de septiembre de 2022 | Siria | 1:2 (0:1) | Jordania | Estadio Rey Abdullah II, Amán, Jordania |  |
|                          |       |           |          | Árbitro(s): [[]]                        |  |

| 18 de septiembre de 2022 | Turkmenistán | 1:4 (0:0) | Siria | Estadio Rey Abdullah II, Amán, Jordania |  |
|                          |              |           |       | Árbitro(s): [[]]                        |  |

| 18 de septiembre de 2022 | Jordania | 0:0 | China Taipéi | Estadio Rey Abdullah II, Amán, Jordania |  |
|                          |          |     |              | Árbitro(s): [[]]                        |  |

### Grupo E
| Equipo        | Pts | PJ | PG | PE | PP | GF | GC | Dif |
| ------------- | --- | -- | -- | -- | -- | -- | -- | --- |
| Corea del Sur | 9   | 3  | 3  | 0  | 0  | 19 | 2  | +17 |
| Mongolia (H)  | 4   | 3  | 1  | 1  | 1  | 7  | 8  | -1  |
| Malasia       | 4   | 3  | 1  | 1  | 1  | 6  | 7  | -1  |
| Sri Lanka     | 0   | 3  | 0  | 0  | 3  | 0  | 15 | -15 |

| 14 de septiembre de 2022 | Corea del Sur | 6:0 (3:0) | Sri Lanka | Centro de Fútbol de la FFM, Ulán Bator, Mongolia |  |
|                          |               |           |           | Árbitro(s): [[]]                                 |  |

| 14 de septiembre de 2022 | Malasia | 1:1 (0:1) | Mongolia | Centro de Fútbol de la FFM, Ulán Bator, Mongolia |  |
|                          |         |           |          | Árbitro(s): [[]]                                 |  |

| 16 de septiembre de 2022 | Sri Lanka | 0:3 (0:1) | Malasia | Centro de Fútbol de la FFM, Ulán Bator, Mongolia |  |
|                          |           |           |         | Árbitro(s): [[]]                                 |  |

| 16 de septiembre de 2022 | Mongolia | 0:7 (0:2) | Corea del Sur | Centro de Fútbol de la FFM, Ulán Bator, Mongolia |  |
|                          |          |           |               | Árbitro(s): [[]]                                 |  |

| 18 de septiembre de 2022 | Corea del Sur | 6:2 (1:0) | Malasia | Centro de Fútbol de la FFM, Ulán Bator, Mongolia |  |
|                          |               |           |         | Árbitro(s): [[]]                                 |  |

| 18 de septiembre de 2022 | Mongolia | 6:0 (3:0) | Sri Lanka | Centro de Fútbol de la FFM, Ulán Bator, Mongolia |  |
|                          |          |           |           | Árbitro(s): [[]]                                 |  |

### Grupo F
| Equipo         | Pts | PJ | PG | PE | PP | GF | GC | Dif |
| -------------- | --- | -- | -- | -- | -- | -- | -- | --- |
| Indonesia (H)  | 9   | 3  | 3  | 0  | 0  | 12 | 3  | +9  |
| Vietnam        | 6   | 3  | 2  | 0  | 1  | 11 | 4  | +7  |
| Timor Oriental | 3   | 3  | 1  | 0  | 2  | 2  | 9  | -7  |
| Hong Kong      | 0   | 3  | 0  | 0  | 3  | 3  | 12 | -9  |

| 14 de septiembre de 2022 | Indonesia | 4:0 (2:0) | Timor Oriental |                  |  |
|                          |           |           |                | Árbitro(s): [[]] |  |

| 14 de septiembre de 2022 | Vietnam | 5:1 (2:0) | Hong Kong |                  |  |
|                          |         |           |           | Árbitro(s): [[]] |  |

| 16 de septiembre de 2022 | Timor Oriental | 0:4 (0:2) | Vietnam |                  |  |
|                          |                |           |         | Árbitro(s): [[]] |  |

| 16 de septiembre de 2022 | Hong Kong | 1:5 (0:3) | Indonesia |                  |  |
|                          |           |           |           | Árbitro(s): [[]] |  |

| 18 de septiembre de 2022 | Indonesia | 3:2 (0:0) | Vietnam |                  |  |
|                          |           |           |         | Árbitro(s): [[]] |  |

| 18 de septiembre de 2022 | Hong Kong | 1:2 (1:0) | Timor Oriental |                  |  |
|                          |           |           |                | Árbitro(s): [[]] |  |

### Grupo G
| Equipo     | Pts | PJ | PG | PE | PP | GF | GC | Dif |
| ---------- | --- | -- | -- | -- | -- | -- | -- | --- |
| Omán (H)   | 6   | 3  | 2  | 0  | 1  | 4  | 1  | +3  |
| Tailandia  | 6   | 3  | 2  | 0  | 1  | 6  | 3  | +3  |
| Filipinas  | 3   | 3  | 1  | 0  | 2  | 3  | 6  | -3  |
| Afganistán | 3   | 3  | 1  | 0  | 2  | 1  | 4  | -3  |

| 14 de septiembre de 2022 | Tailandia | 3:0 (1:0) | Afganistán | Complejo Deportivo del Sultan Qaboos, Mascate, Omán |  |
|                          |           |           |            | Árbitro(s): [[]]                                    |  |

| 14 de septiembre de 2022 | Omán | 3:0 (3:0) | Filipinas | Complejo Deportivo del Sultan Qaboos, Mascate, Omán |  |
|                          |      |           |           | Árbitro(s): [[]]                                    |  |

| 16 de septiembre de 2022 | Afganistán | 1:0 (1:0) | Omán | Complejo Deportivo del Sultan Qaboos, Mascate, Omán |  |
|                          |            |           |      | Árbitro(s): [[]]                                    |  |

| 16 de septiembre de 2022 | Filipinas | 2:3 (2:2) | Tailandia | Complejo Deportivo del Sultan Qaboos, Mascate, Omán |  |
|                          |           |           |           | Árbitro(s): [[]]                                    |  |

| 18 de septiembre de 2022 | Tailandia | 0:1 (0:1) | Omán | Complejo Deportivo del Sultan Qaboos, Mascate, Omán |  |
|                          |           |           |      | Árbitro(s): [[]]                                    |  |

| 18 de septiembre de 2022 | Filipinas | 1:0 (0:0) | Afganistán | Complejo Deportivo del Sultan Qaboos, Mascate, Omán |  |
|                          |           |           |            | Árbitro(s): [[]]                                    |  |

### Grupo H
- Originalmente los partidos se iban a jugar en Irak, pero la sede tuvo que moverse a Kuwait debido a la crisis política irakí
- Australia originalmente se había retirado del torneo por razones de seguridad, pero luego que Irak perdiera la sede, fue reinstalada en el torneo

| Equipo     | Pts | PJ | PG | PE | PP | GF | GC | Dif |
| ---------- | --- | -- | -- | -- | -- | -- | -- | --- |
| Australia  | 9   | 3  | 3  | 0  | 0  | 9  | 2  | +7  |
| Irak       | 6   | 3  | 2  | 0  | 1  | 6  | 3  | +3  |
| India      | 3   | 3  | 1  | 0  | 2  | 5  | 9  | -4  |
| Kuwait (H) | 0   | 3  | 0  | 0  | 3  | 2  | 8  | -6  |

| 14 de octubre de 2022 | Australia | 4:1 (3:0) | Kuwait | Ali Sabah Al-Salem Stadium, Al Farwaniyah, Kuwait |  |
|                       |           |           |        | Árbitro(s): [[]]                                  |  |

| 14 de octubre de 2022 | Irak | 4:2 (1:2) | India | Ali Sabah Al-Salem Stadium, Al Farwaniyah, Kuwait |  |
|                       |      |           |       | Árbitro(s): [[]]                                  |  |

| 16 de octubre de 2022 | Kuwait | 0:2 (0:1) | Irak | Ali Sabah Al-Salem Stadium, Al Farwaniyah, Kuwait |  |
|                       |        |           |      | Árbitro(s): [[]]                                  |  |

| 16 de octubre de 2022 | India | 1:4 (0:2) | Australia | Ali Sabah Al-Salem Stadium, Al Farwaniyah, Kuwait |  |
|                       |       |           |           | Árbitro(s): [[]]                                  |  |

| 18 de octubre de 2022 | Australia | 1:0 (0:0) | Irak | Ali Sabah Al-Salem Stadium, Al Farwaniyah, Kuwait |  |
|                       |           |           |      | Árbitro(s): [[]]                                  |  |

| 18 de octubre de 2022 | India | 2:1 (1:0) | Kuwait | Ali Sabah Al-Salem Stadium, Al Farwaniyah, Kuwait |  |
|                       |       |           |        | Árbitro(s): [[]]                                  |  |

### Grupo I
| Equipo         | Pts | PJ | PG | PE | PP | GF | GC | Dif |
| -------------- | --- | -- | -- | -- | -- | -- | -- | --- |
| Tayikistán (H) | 7   | 3  | 2  | 1  | 0  | 6  | 1  | +5  |
| Líbano         | 6   | 3  | 2  | 0  | 1  | 7  | 5  | +2  |
| Singapur       | 2   | 3  | 0  | 2  | 1  | 2  | 7  | -5  |
| Camboya        | 1   | 3  | 0  | 1  | 2  | 2  | 4  | -2  |

| 14 de septiembre de 2022 | Tayikistán | 0:0 | Singapur | Estadio Pamir, Dushambé, Tayikistán |  |
|                          |            |     |          | Árbitro(s): [[]]                    |  |

| 14 de septiembre de 2022 | Camboya | 0:1 (0:1) | Líbano | Estadio Pamir, Dushambé, Tayikistán |  |
|                          |         |           |        | Árbitro(s): [[]]                    |  |

| 16 de septiembre de 2022 | Singapur | 1:1 (1:1) | Camboya | Estadio Pamir, Dushambé, Tayikistán |  |
|                          |          |           |         | Árbitro(s): [[]]                    |  |

| 16 de septiembre de 2022 | Líbano | 0:4 (0:2) | Tayikistán | Estadio Pamir, Dushambé, Tayikistán |  |
|                          |        |           |            | Árbitro(s): [[]]                    |  |

| 18 de septiembre de 2022 | Tayikistán | 2:1 (0:0) | Camboya | Estadio Pamir, Dushambé, Tayikistán |  |
|                          |            |           |         | Árbitro(s): [[]]                    |  |

| 18 de septiembre de 2022 | Líbano | 6:1 (3:1) | Singapur | Estadio Pamir, Dushambé, Tayikistán |  |
|                          |        |           |          | Árbitro(s): [[]]                    |  |

### Grupo J
| Equipo                 | Pts | PJ | PG | PE | PP | GF | GC | Dif |
| ---------------------- | --- | -- | -- | -- | -- | -- | -- | --- |
| Irán                   | 9   | 3  | 3  | 0  | 0  | 11 | 0  | +11 |
| Kirguistán (H)         | 6   | 3  | 2  | 0  | 1  | 8  | 1  | +7  |
| Emiratos Árabes Unidos | 3   | 3  | 1  | 0  | 2  | 5  | 4  | +1  |
| Brunéi                 | 0   | 3  | 0  | 0  | 3  | 0  | 19 | -19 |

| 14 de septiembre de 2022 | Emiratos Árabes Unidos | 5:0 (1:0) | Brunéi | Estadio Spartak, Biskek, Kirguistán |  |
|                          |                        |           |        | Árbitro(s): [[]]                    |  |

| 14 de septiembre de 2022 | Irán | 1:0 (0:0) | Kirguistán | Estadio Spartak, Biskek, Kirguistán |  |
|                          |      |           |            | Árbitro(s): [[]]                    |  |

| 16 de septiembre de 2022 | Brunéi | 0:8 (0:3) | Irán | Estadio Spartak, Biskek, Kirguistán |  |
|                          |        |           |      | Árbitro(s): [[]]                    |  |

| 16 de septiembre de 2022 | Kirguistán | 2:0 (1:0) | Emiratos Árabes Unidos | Estadio Spartak, Biskek, Kirguistán |  |
|                          |            |           |                        | Árbitro(s): [[]]                    |  |

| 18 de septiembre de 2022 | Emiratos Árabes Unidos | 0:2 (0:0) | Irán | Estadio Spartak, Biskek, Kirguistán |  |
|                          |                        |           |      | Árbitro(s): [[]]                    |  |

| 18 de septiembre de 2022 | Kirguistán | 6:0 (4:0) | Brunéi | Estadio Spartak, Biskek, Kirguistán |  |
|                          |            |           |        | Árbitro(s): [[]]                    |  |

## Ranking de los segundos puestos
Los cinco mejores segundos lugares de los 10 grupos pasarán a la siguiente ronda junto a los 10 ganadores de grupo. (Se contabilizan los resultados obtenidos en contra de los ganadores y los terceros clasificados de cada grupo). Quienes avanzaron en esta ronda fueron: .
| Grp | Equipo     | PJ | PG | PE | PP | GF | GC | DG | Pts |
| --- | ---------- | -- | -- | -- | -- | -- | -- | -- | --- |
| F   | Vietnam    | 3  | 2  | 0  | 1  | 11 | 4  | 7  | 6   |
| J   | Kirguistán | 3  | 2  | 0  | 1  | 8  | 1  | 7  | 6   |
| A   | China      | 3  | 2  | 0  | 1  | 8  | 2  | 6  | 6   |
| H   | Irak       | 3  | 2  | 0  | 1  | 6  | 3  | 3  | 6   |
| D   | Siria      | 3  | 2  | 0  | 1  | 6  | 3  | 3  | 6   |
| G   | Tailandia  | 3  | 2  | 0  | 1  | 6  | 3  | 3  | 6   |
| I   | Líbano     | 3  | 2  | 0  | 1  | 7  | 5  | 2  | 6   |
| C   | Yemen      | 3  | 1  | 1  | 1  | 4  | 4  | 0  | 4   |
| E   | Mongolia   | 3  | 1  | 1  | 1  | 7  | 8  | -1 | 4   |
| B   | Baréin     | 3  | 1  | 1  | 1  | 2  | 3  | -1 | 4   |

## Clasificados
Estos fueron los 16 clasificados a la fase final del torneo a disputartse en Uzbekistán.
| - Uzbekistán - Jordania - Tayikistán - China | - Arabia Saudita - Corea del Sur - Irán - Siria | - Catar - Indonesia - Vietnam - Australia | - Japón - Omán - Kirguistán - Irak |